# NGC 953
NGC 953 (други обозначения – UGC 1991, MCG 5-7-1, ZWG 504.104, ZWG 505.1, PGC 9586) е елиптична галактика (E) в съзвездието Триъгълник.
Обектът присъства в оригиналната редакция на „Нов общ каталог“.